# Cameroon Airlines

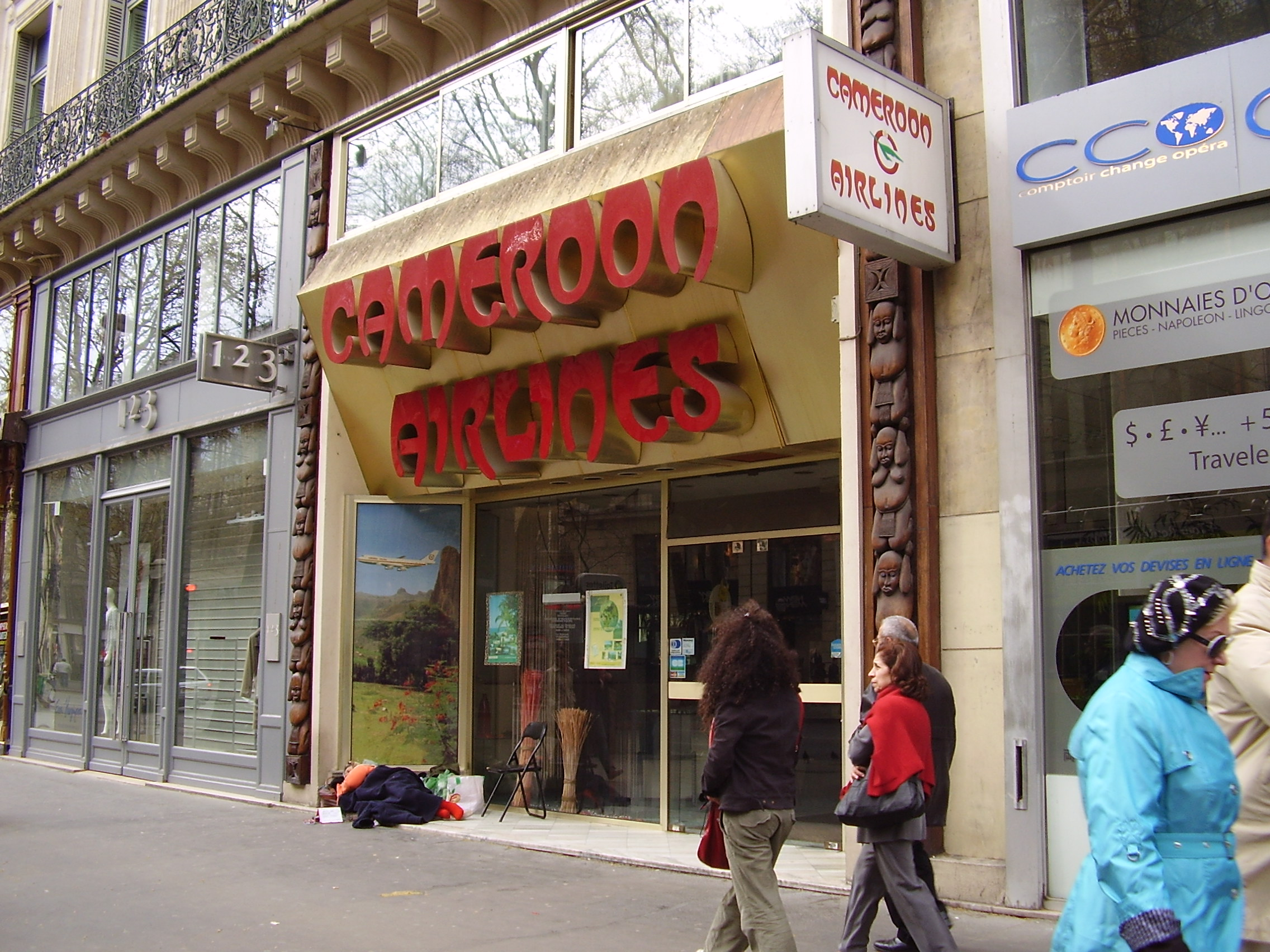
Cameroon Airlines kontor i Paris.

Cameroon Airlines var ett flygbolag från Kamerun med huvudkontor i Douala. IATA:s kod var UY och ICAO:s kod var UYC och dess callsign var CAM-AIR. Det fanns åren 1971-2008.

## Flotta
Cameroon Airlines flög bland annat: 
- Boeing 707
- Boeing 737
- Boeing 747
- Boeing 757
- Boeing 767
- Canadair CRJ 200
- DHC-6 Twin Otter
- Douglas DC-4
- Hawker Siddeley HS 748